# Maesa stonei
Maesa stonei är en viveväxtart som beskrevs av Utteridge och R.M.K.Saunders. Maesa stonei ingår i släktet Maesa och familjen viveväxter. Inga underarter finns listade i Catalogue of Life.